# Acaronia
Genre
Espèces de rang inférieur
Acaronia est un genre de poissons de la famille des Cichlidae.

## Liste des espèces
Selon FishBase (30 janv. 2016) :
- Acaronia nassa (Heckel, 1840) - Cichlidé à grands yeux
- Acaronia vultuosa Kullander, 1989